# Christentum in Dschibuti
Das Christentum ist die Religion von 4,7 % der Bevölkerung in Dschibuti.
Die Verfassung erwähnt Religionsfreiheit, offiziell ist Dschibuti aber ein islamischer Staat. Von offizieller Seite gibt es eine tolerante Haltung gegenüber anderen Glaubensrichtungen, doch wurde im Jahr 2007 von einer stellenweisen Ablehnung der Bevölkerung gegenüber Christen berichtet. In demselben Bericht wird eine Tendenz zum  Islamismus beobachtet.

## Konfessionen
Die große Mehrheit der dschibutischen Christen, 3,2 % der Bevölkerung, ist äthiopisch-orthodox.
0,9 % der Bevölkerung sind Katholiken. Die einzige römisch-katholische Diözese ist die Diözese Dschibuti. Sie wurde 1914 als Apostolische Präfektur Dschibuti gegründet. 1955 wurde sie zur Diözese Dschibuti. Der Bischof heißt Giorgio Bertin.
0,07 % der Bevölkerung sind Protestanten. Laut der World Christian Encyclopedia sind unter den Konfessionen auch die Eglise Protestante de Djibouti, die griechisch-orthodoxe Kirche, das Red Sea Mission Team sowie die Mennonite Mission in Dschibuti aktiv. Die Eglise Protestante de Djibouti wurde 1960 gegründet. Sie ist unter anderem für Flüchtlinge tätig. Es gibt eine Gemeinde Dschibuti der Neuapostolischen Kirche.